# La Maison du printemps
Pour plus de détails, voir Fiche technique et Distribution.
La Maison du printemps est un film français réalisé par Jacques Daroy, sorti en 1950. À noter que cette comédie française est tournée et projetée en couleurs, ce qui n'est pas fréquent à l'époque.

## Fiche technique
- Titre : La Maison du printemps
- Réalisation : Jacques Daroy
- Assistant : Max Pécas
- Scénario : Fernand Millaud, d'après sa pièce
- Dialogues : Fernand Millaud et Jacques Rey
- Photographie : René Colas, en Gévacolor
- Son : Marcel Royné
- Décors : Robert Bouladoux
- Musique : Henri Bourtayre, Pierre Dudan et Marceau Van Hoorebecke
- Montage : Jeanne Rongier
- Société de production : Protis Films
- Tournage : du 24 octobre au 14 décembre 1949
- Pays d'origine :  France
- Langue : français
- Format : couleur (Gevacolor) - son mono
- Genre : comédie
- Durée : 94 minutes
- Date de sortie : 
  - France : 29 septembre 1950

## Distribution
- Pierre Dudan : Bernard
- Claudine Dupuis : Jeanne
- Jacques Louvigny : M. Lambert
- Liliane Maigné : Jacky
- Lucien Callamand : le libraire
- André Versini : Dominique
- Michel Jourdan : Alain
- Max André
- Jacqueline Cadet : Suzy
- Diana Bel : Claire
- Christiane Delyne : tante Hélène
- André Salvador : Washington
- André Trabuc